# Planta de guía

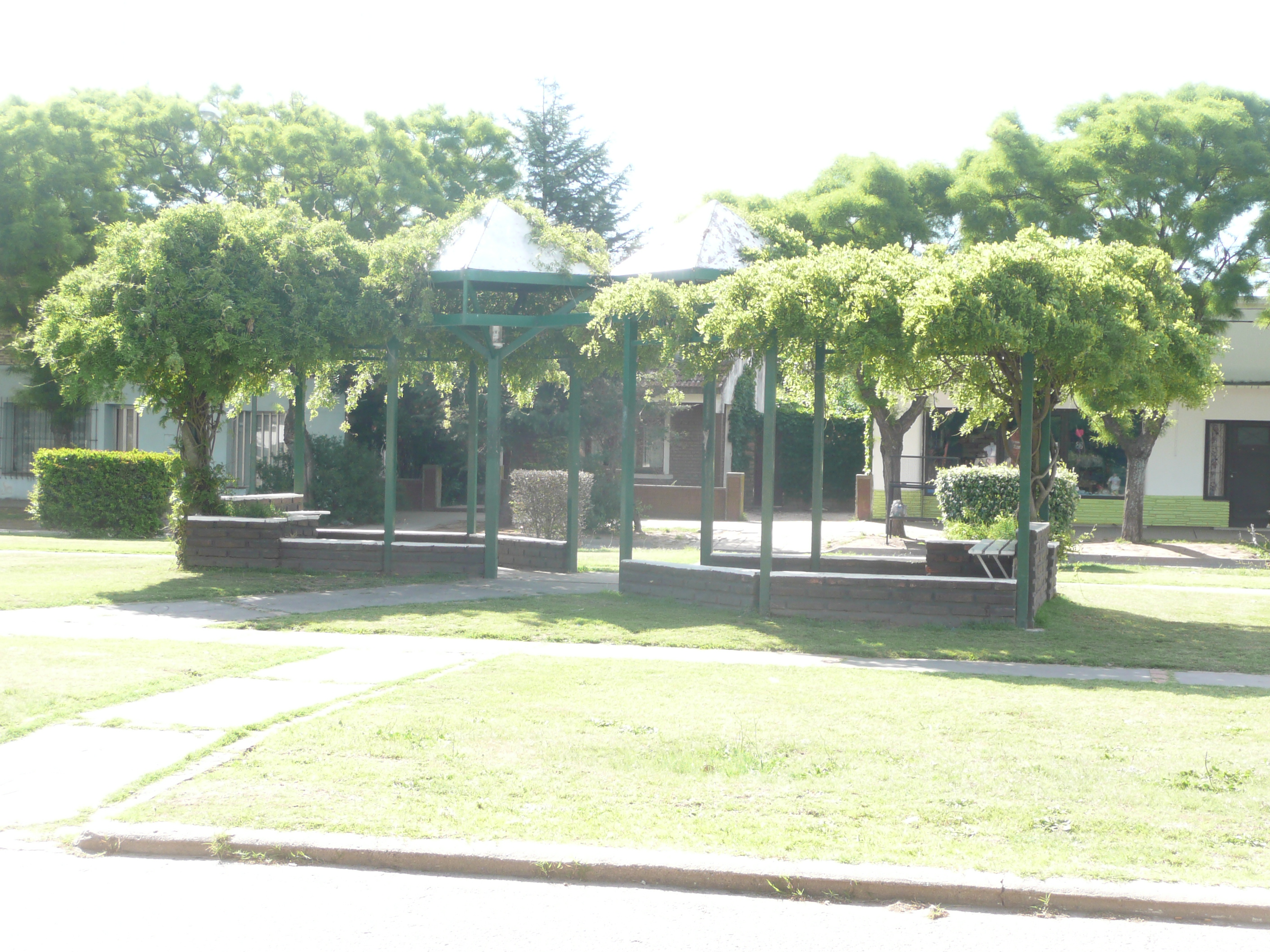
Una glicina (Wisteria) adornando una glorieta en una localidad de clima templado.

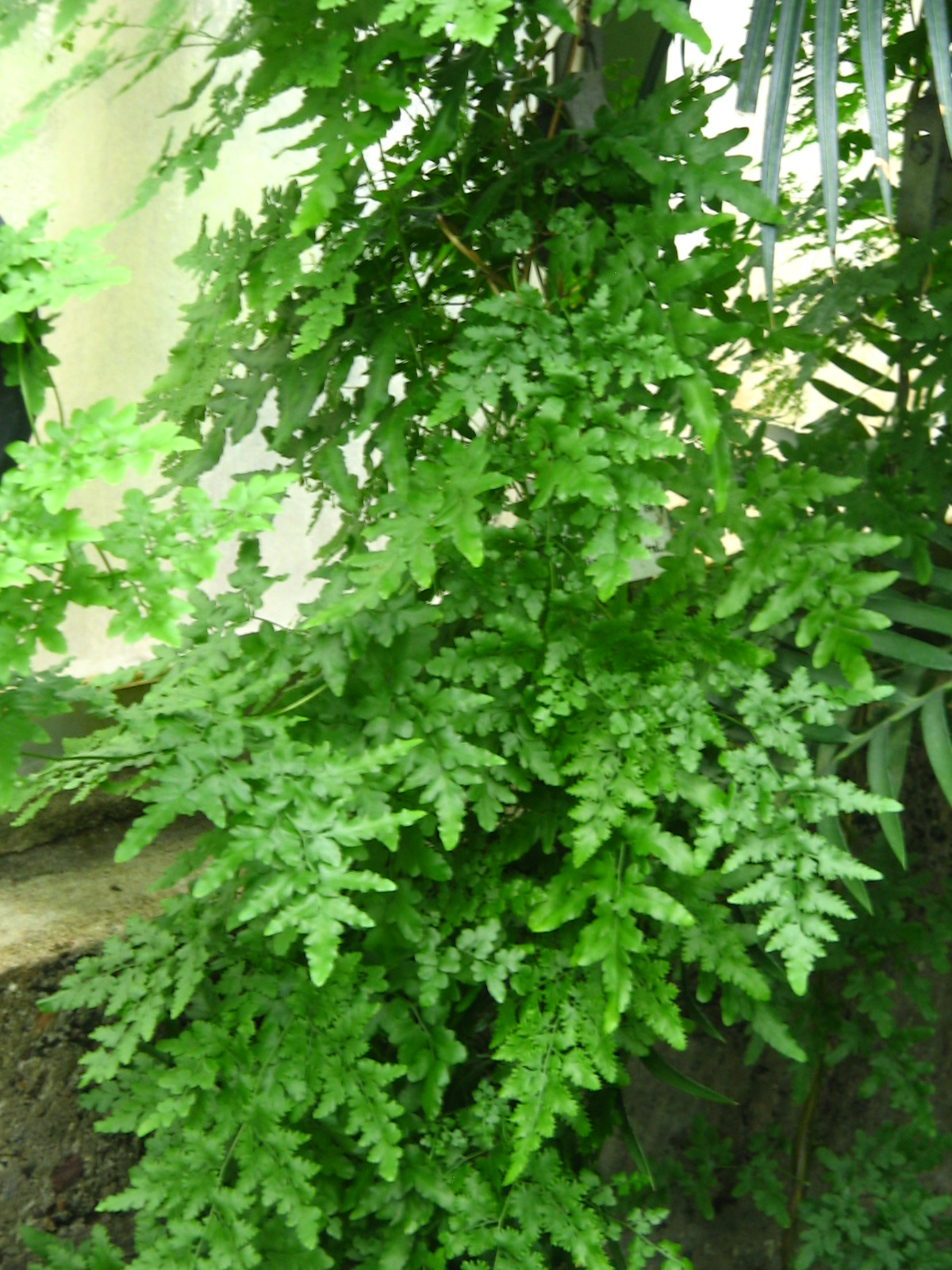
El helecho trepador, Lygodium, el ejemplo de plantas con raquis guiador.

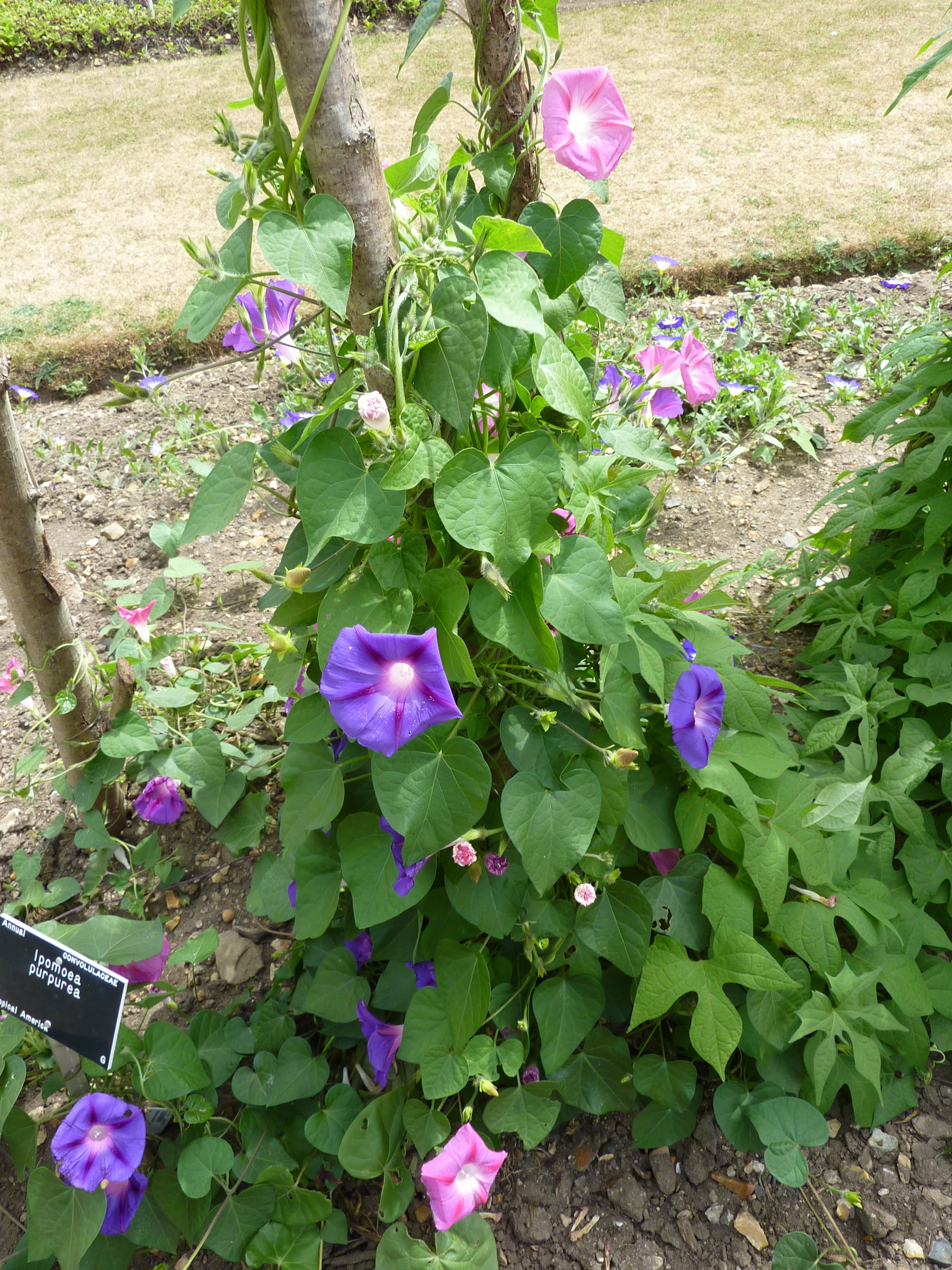
Ipomoea purpurea, una voluble

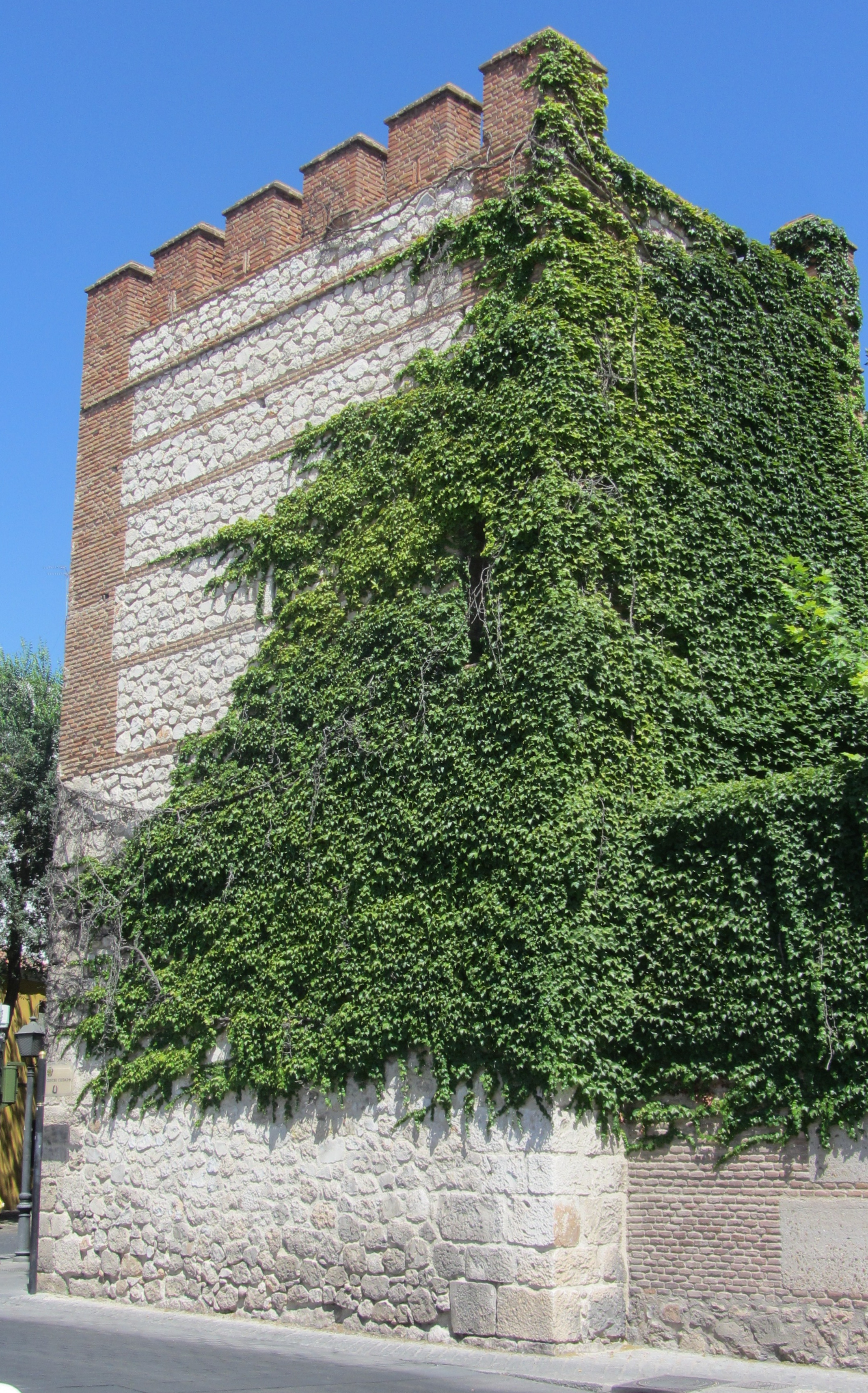
La hiedra (Hedera helix) trepa la pared gracias a sus raíces adventicias de tipo pad adhesivo.

En botánica, una planta de guía o guiadora es la especie cuyos tallos elongados y delgados no se sostienen por sí mismos. Si se interpreta cada nudo con su respectivo entrenudo, hojas y yemas como un módulo, se observa que todos los módulos de la planta tienen un grosor y funcionalidad más o menos similares, adaptan al módulo a las condiciones locales y la planta a la estrategia ecológica de buscar el sol, alejada de su sitio de germinación sin necesidad de sostenerse por sí misma. Se incluyen en este grupo ecológico las plantas cuyas hojas son el raquis guiador y el tallo un rizoma. Ejemplos de esto se dan entre los helechos con estructuras reproductivas que se encuentran en las pinas de las hojas. Es decir que no es un término sinónimo de «planta postrada». Las plantas de guía pueden ser anuales o perennes, herbáceas o leñosas, trepadoras o no (véase también la voz caribeña bejuco).
Las llamadas trepadoras necesitan un soporte para encaramarse: otra planta, un muro, una pérgola, etc. Para ello deben haber evolucionado con órganos de fijación, como zarcillos, ganchos (uncinos) o raíces adventicias que funcionan como pads adhesivos, o son los propios tallos los que se enroscan alrededor del soporte, llamándose entonces voluble. Cuando puede aferrarse o enroscarse, sea trepadora o no, se llama enredadera. Ciertas guiadoras no trepan, por lo que no necesitan un soporte, se extienden por la superficie del suelo y se denominan escandentes.
La estrategia trepadora es particularmente exitosa en climas cálidos, donde la competencia por el sol es muy alta y abundan los soportes. Sin ser nutricionalmente plantas parásitas, a las guiadoras trepadoras se las clasifica entre las «parásitas mecánicas», las que parasitan mecánicamente a otras plantas. Sin embargo al llegar al sol la competencia por ese recurso se puede volver importante y pueden matar a otras plantas o árboles si no se les poda. Son parásitas en cambio las que penetran con sus raíces en otras plantas. Las guiadoras no son las únicas parásitas mecánicas, ni las únicas trepadoras, lo son también las plantas hemitrepadoras o apoyantes, que inician su vida de forma erguida y leñosa y las epífitas y hemiepífitas, que inician su vida utilizando otras plantas como soporte.
Entre las plantas guiadoras se encuentra Vicia faba (habichuelas), que debe su rápido crecimiento a su habilidad de enredarse. La sandía y el zapallo (de las cucurbitáceas), extensas enredaderas a las que comúnmente es preferible no darles un soporte para trepar o, en caso de hacerlo, un techo o emparrado que resista el peso de sus frutos.

## Formas de crecimiento

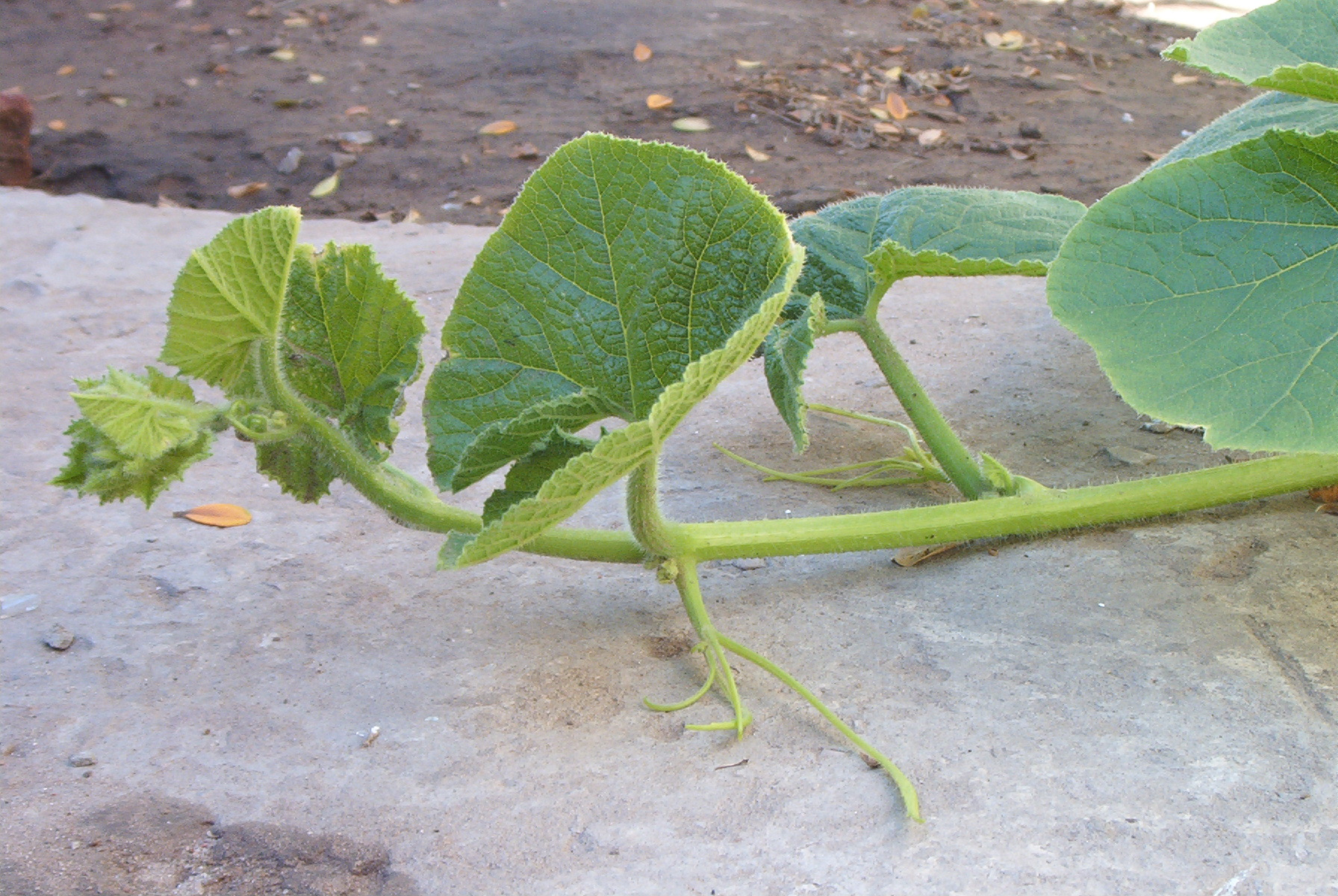
Tallo decumbente y zarcillos en un zapallo (Cucurbita).

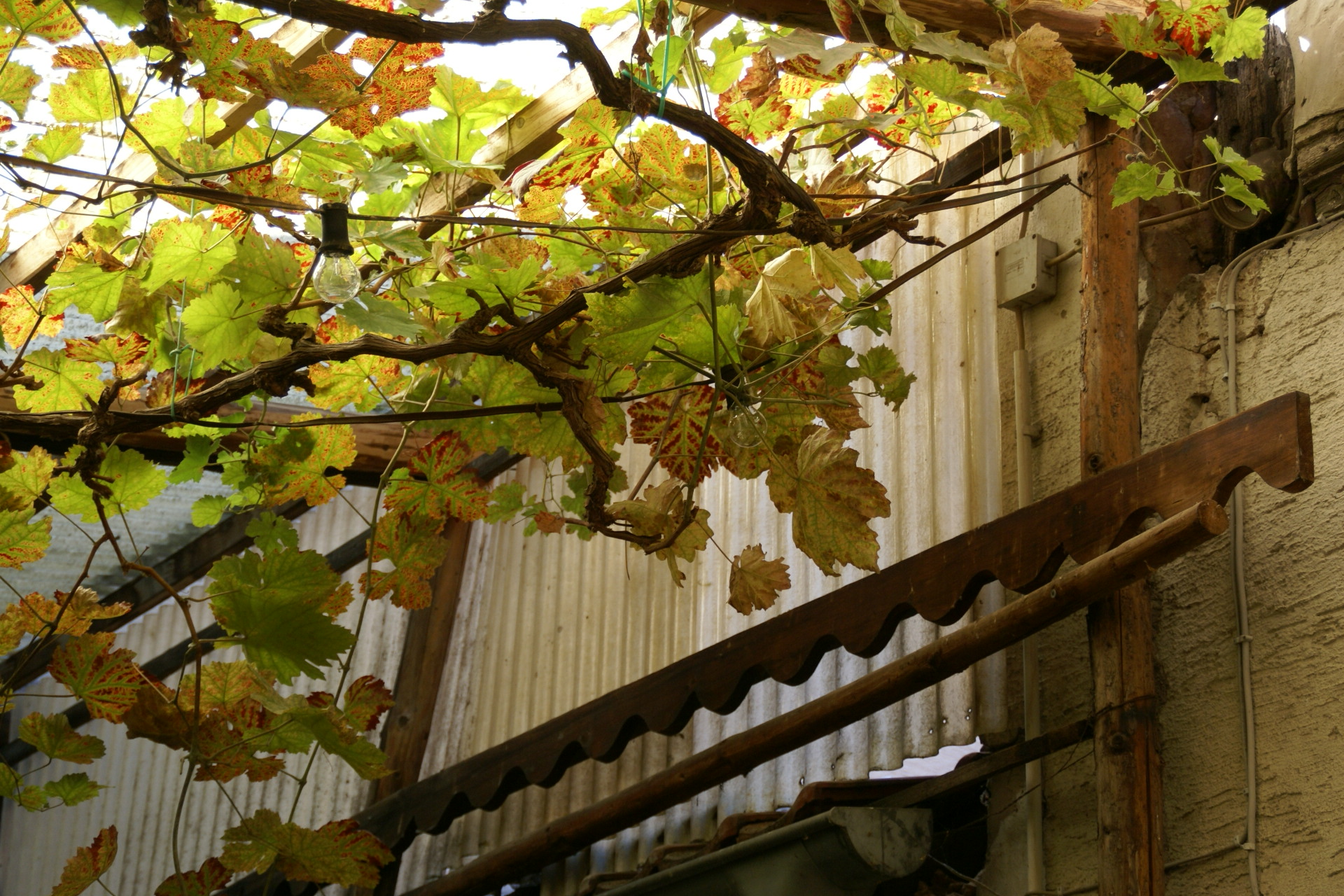
La vid (Vitis vinifera), una guiadora leñosa que rebrota todos los años. El órgano reservante a partir del cual rebrota es el tallo leñoso.

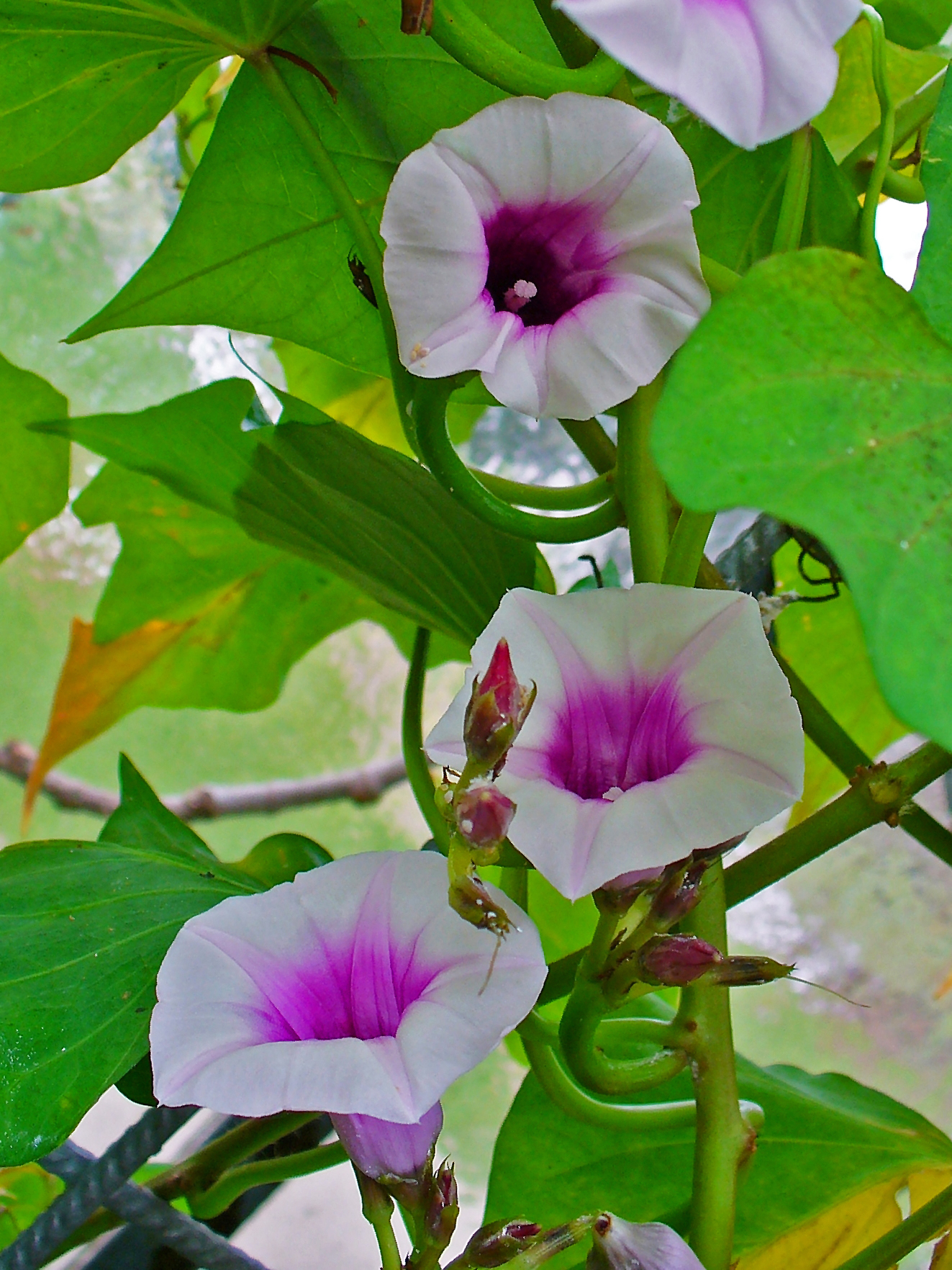
Ipomoea batatas, una geófita

- A las perennes cuyo tallo elongado se vuelve leñoso se las llama guiadora leñosa o liana, las lianas trepadoras son el componente principal del dosel en algunos bosques tropicales caracterizados por su altura. Estas plantas primero elongan sus guías hasta llegar al sol y después las vuelven leñosas y resistentes, por lo que cuando son jóvenes se ven como una enredadera herbácea.[1]
- Las guías que solo se apoyan sobre el sustrato sin trepar, son llamadas escandentes, por ejemplo las trepadoras que han perdido sus órganos trepadores.
- En cambio, son trepadoras si trepan aferrándose a sus alrededores. Los órganos trepadores pueden provenir de cualquier parte de la planta.
- Las plantas de guía que se aferren a un sustrato, trepen o no, suelen ser llamadas enredaderas. En general las enredaderas son trepadoras, y algunas de ellas pueden volverse leñosas (lianas) con el tiempo.
- Las enredaderas cuyo tallo principal posee la especialización de enroscarse alrededor de un soporte, es decir que él mismo es el órgano capaz de trepar, son llamadas plantas volubles.[1]
- Las plantas de guía que se apoyan en el suelo y desde los nudos originan raíces adventicias que la enraízan al suelo, se llaman rastreras (también pueden encontrarse como reptantes). Una misma planta de guía puede ser rastrera y al mismo tiempo trepadora, como muchos zapallos y afines (Cucurbita). También hay plantas rastreras no guiadoras.
- Una de las especies con la particularidad de que las hojas son las guiadoras es el «helecho trepador» (Lygodium). Esta planta posee un tallo subterráneo (rizoma) del que se elevan las largas hojas compuestas, de raquis voluble, que se enroscan a los soportes pudiendo alcanzar los 30 metros de altura. Estas hojas carecen de los nudos y yemas que caracterizan a los tallos de las demás plantas guiadoras.

- Zarcillos. Un zarcillo caulinar es una rama larga, delgada, que se enrosca alrededor de un soporte después del contacto. La mayoría de los zarcillos son foliares, usualmente derivados de un folíolo o un raquis.

Por definición, ninguna planta de guía es de tallos erguidos (que se sostengan por sí mismos), pero pueden tener tallo decumbente. En las decumbentes, la planta es postrada salvo en el ápice o punta del tallo, que se eleva mirando hacia arriba, como en Cucurbita. Comparar con tallo postrado.
Las guiadoras herbáceas pueden ser anuales o perennes. Normalmente los tallos aéreos que se mantienen durante más de una temporada se vuelven leñosos y entonces la guiadora es llamada liana, y las lianas son perennes (y sus partes herbáceas rebrotan todos los años o no), pero también hay perennes herbáceas, como la hiedra (Hedera helix) y el potus (Epipremnum aureum), y puede ocurrir que la planta forme órganos reservantes subterráneos que se mantengan vivos toda la estación desfavorable después de que las partes aéreas herbáceas mueren, mediante éstos las partes herbáceas rebrotan todos los años, como tienen yemas de renuevo bajo la superficie de la tierra son llamadas geófitas. 
Solo las guiadoras que sobreviven la estación desfavorable exclusivamente como semillas son guiadoras anuales, y las anuales son siempre herbáceas, ya que una sola estación de crecimiento no basta para alcanzar la leñosidad. Son anuales las cucurbitáceas (sandía, pepino, zapallo, calabaza mate, alcayota), de las que algunos géneros poseen fruto de cáscara bastante leñosa (endurecida) obtenido en una sola temporada, lo que logran gracias al tamaño enorme de la planta obtenido en veranos muy cálidos, lluviosos y con mucha radiación solar.

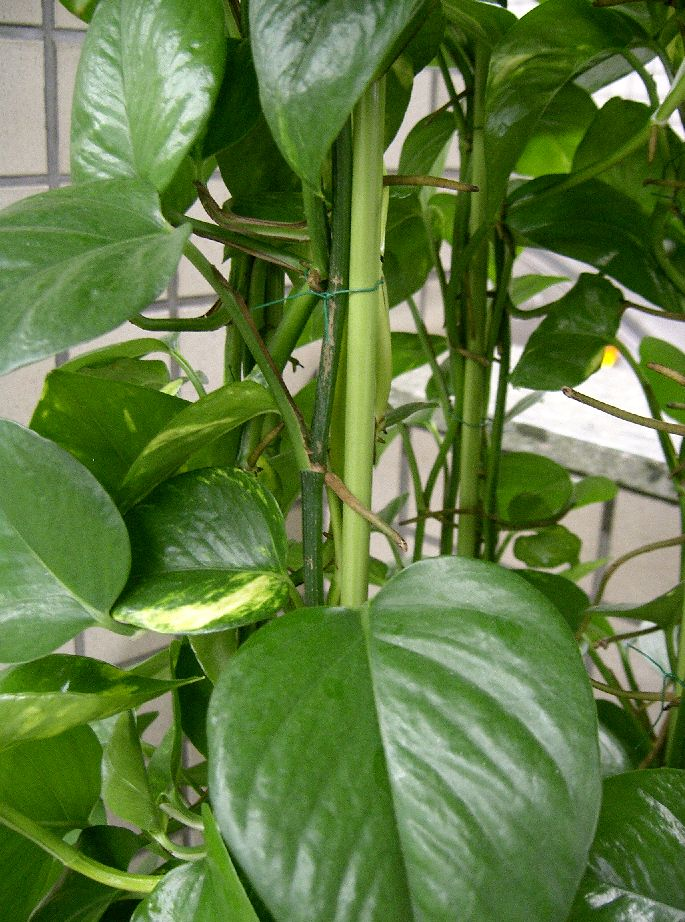
El potus (Epipremnum) no tiene crecimiento secundario ni leñosidad, sin embargo se mantiene como herbácea perenne en las regiones de clima tropical sin estacionalidad de las que es originario. No posee órganos reservantes.

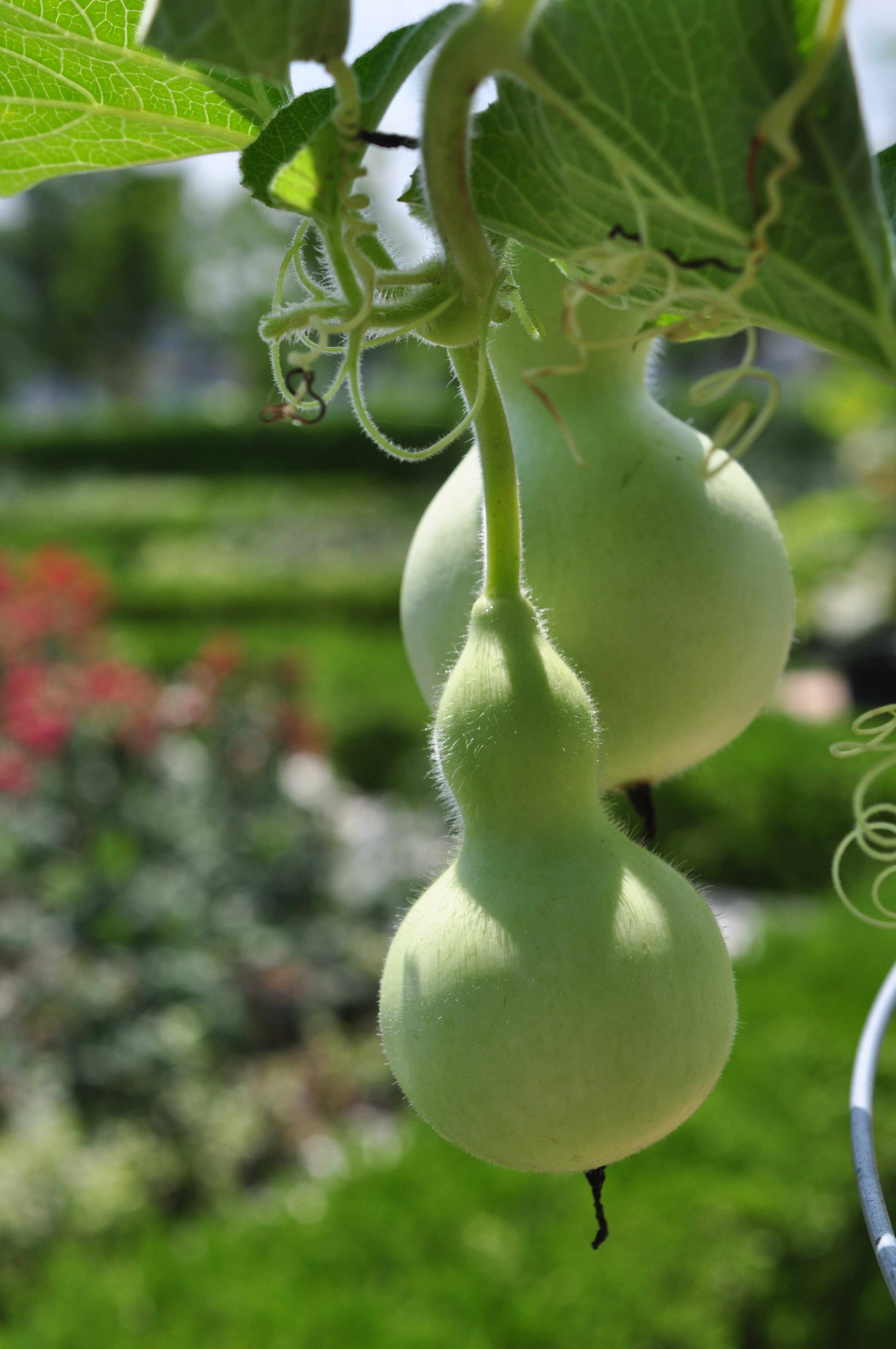
La calabaza mate (Lagenaria)

Darwin (1865) en su trabajo seminal sobre plantas trepadoras clasificó a las formas de fijación al hospedador en 5 categorías, de las cuales las guiadoras poseerían las 4 primeras: las plantas de tallo voluble, las "trepadoras por hojas" con hojas irritables (?como Lygodium?), las portadoras de zarcillos derivados de hojas o de ramificaciones, y las trepadoras por raíces adventicias y otros mecanismos de tipo pad adhesivo; la quinta son las "trepadoras con ganchos" (hook climbers) que muchas veces se apoyan en la vegetación sin aferrarse firmemente a ella y que aquí son tratadas en semitrepadoras o apoyantes Darwin (1865) no incluyó en su clasificación, porque no trepan, las plantas escandentes de módulos indiferenciados que se apoyan sobre la tierra sin trepar y que son incluidas en este artículo.

## Anatomía
La estrategia guiadora y trepadora es particularmente exitosa en climas cálidos en hábitats donde la competencia por el sol es muy alta, ya que la temperatura les permite desarrollar vasos xilemáticos de gran diámetro, que son eficientes y económicos para la conducción del agua a esas temperaturas pero se dañarían con facilidad en climas secos y en climas fríos. El embolismo inducido por las heladas es sin lugar a dudas el mayor factor de los que influencian la distribución global de los grupos de lianas (guiadoras leñosas perennes). Evitar la cavitación o recuperarse de ella puede ser particularmente importante para ellas, que poseen normalmente una velocidad baja de aumento de diámetro, relacionada con su bajo reemplazo de vasos, y su falta o reducido desarrollo de la madera. La longevidad de los vasos de xilema en las lianas es alta, y son comunes el látex, el mucílago, y la resina, que sellan la superficie después de una herida, lo que puede reducir la propagación del embolismo al resto de la planta. Otros mecanismos de reparación incluyen la presión desde la raíz y el rellenado desde el parénquima xilemático circundante.
<! ----¿Y ESTO?
(falta la anatomía del tallo que debe ser elástico, y soportar un anillado, parecido a la atactostela de las monocotiledóneas)---->

## Taxonomía
La pérdida del sostén y ganancia de elongación del tallo de forma de «parasitar mecánicamente» a otras plantas hasta llegar al sol es una estrategia relativamente sencilla de lograr evolutivamente que ha aparecido muchas veces independientemente, por lo que se encuentra en muchos grupos no emparentados, cada uno de ellos a su vez más diverso que sus grupos emparentados no trepadores (Marticorena et al. 2010 citando a Cronquist 1981 y a Gianoli 2004
). Más de 133 familias de angiospermas poseen representantes trepadores, incluidas las hemitrepadoras (Gentry 1991).

## Tipos
Fruto comestible
Dos familias de plantas de mucha importancia económica por su fruto comestible son las cucurbitáceas y las vitáceas, para las que son construidas pérgolas o espalderas en cultivos comerciales (a campo la costumbre es cultivar las cucurbitáceas de forma rastrera, pero responden mejor trepadas a una pérgola, techo o espaldera en cultivos comerciales). Las cucurbitáceas cultivadas son anuales o perennes geófitas, por lo que sólo serán visibles durante el verano, las vitáceas cultivadas son de tallo leñoso que después de perder las ramas verdes se mantiene en la pérgola todo el invierno.
- Son cucurbitáceas: sandía, melón, pepino, zapallos o calabazas y zapallitos o calabacines, la calabaza vinatera o mate o porongo Lagenaria siceraria, la esponja vegetal o estropajo (Luffa).
- A la familia de las vitáceas pertenece la vid, Vitis vinifera, la planta que da las uvas comestibles y de ellas las variedades partir de las cuales se prepara el vino.

De pared
Son las trepadoras por raíces adventicias o pads adhesivos
- Hedera (flia Araliaceae), las hiedras.

De alambrado
Son trepadoras por zarcillos o volubles.
- Ipomoea, las "campanitas", Ipomoea purpurea; Ipomoea batatas es la batata, hay otras "campanitas" en la misma familia de las convolvuláceas, como Convolvulus arvensis.
- Passiflora (flia Passifloraceae), la mburucuyá o maracuyá o pasión de Cristo o Pasionaria.
- Plumbago, el "jazmín del Cielo".

De glorieta
- Wisteria (flia Fabaceae, las leguminosas), el género de las glicinas, una liana que pierde sus hojas en invierno.

De interior
- Epipremnum aureum (flia Araceae), el potus, puede haber otras aráceas como Philodendron que tengan especies similares en el estadio juvenil.

De exterior
Bajo los árboles
- Monstera que quizás deba clasificarse como apoyante, como todas las aráceas se fija por raíces adventicias que penetran en los recovecos del hospedador y se cementan a él.

Otras guiadoras:
- Muchas bignoniáceas.

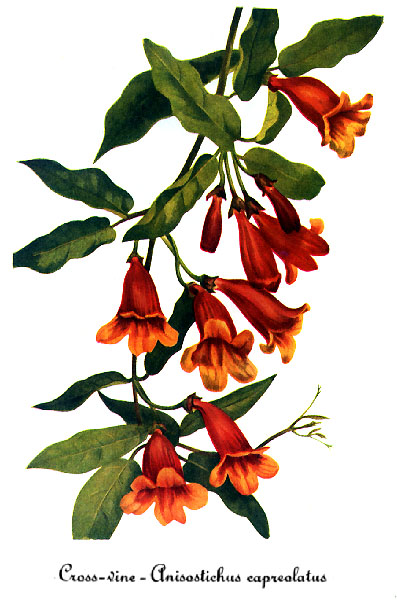
Bignonia

- Smilax aspera, la zarzaparrilla, y otras smilacáceas.
- Tropaeolum (flia Tropaeolaceae), las "capuchinas".
- Aristolochia (flia Aristolochiaceae), los "patitos".
- Vanilla planifolia (flia Orchidaceae), la vainilla, y los géneros de orquídeas trepadoras (como Vanilla)
- Lygodium japonicum, el "helecho trepador".
- Actinidia (flia Actinidiaceae), el género de los kiwis.
- Humulus (flia Cannabaceae), el género del lúpulo (Humulus lupulus)
- Vicia faba (flia Fabaceae), la habichuela.
- Ficus pumila (flia Moraceae), una higuera trepadora.
- Cissampelos pareira (flia Menispermaceae)
- Clematis flammula (flia Ranunculaceae)
- Clematis vitalba(flia Ranunculaceae)
- Dioscorea communis y otras dioscoreáceas.
- Lapageria rosea, el copihue.
- Rhipogonum, la familia Rhipogonaceae.
- Galium aparine (flia Rubiaceae)
- Lonicera periclymenum (flia Caprifoliaceae)
- Rubia tinctorum (flia Rubiaceae)
- Vinca major (flia Apocynaceae)

## Ecología
Las plantas guiadoras son comúnmente de rápido a muy rápido crecimiento. Se pueden clasificar según varios criterios: perennes - anuales o bianuales, siempreverdes - caducifolias, etc. La división tradicional hace foco en las características de sus tallos, agrupándolas en herbáceas, y trepadoras leñosas o lianas. Las primeras no generan leño, y están distribuidas, en diverso grado, en gran parte de las formaciones arbustivas y forestales del mundo. Las segundas, en cambio, son características de las regiones cálidas, siendo especialmente abundantes en las selvas tropicales, donde la vegetación compite por escapar de las sombras y alcanzar el sol de las alturas.
Algunos árboles han generado adaptaciones defensivas contra las trepadoras. Por ejemplo, muchas de las palmeras selváticas poseen pesadas hojas —junto con sus bases envainadoras— caducas. De este modo, las trepadoras que han logrado asirse a ellas se desprenden y caen junto con las hojas muertas.
La distancia entre hospedadores y su diámetro restringe el éxito ecológico de cada tipo de fijación. Las trepadoras por raíces y en general por pads adhesivos pueden trepar los soportes de mayor diámetro, pero normalmente utilizan un solo hospedador porque su modo de fijación requiere un contacto cercano con la superficie a la que se adhieren. Cada tipo de fijación tiene diferentes propiedades ecológicas (como los requerimientos de sustrato mecánico y el estrés mecánico que son capaces de soportar en los diferentes estadios de su desarrollo) y eso se relaciona con su distribución en las diferentes sucesiones de bosques maduros.